# Per Sandström

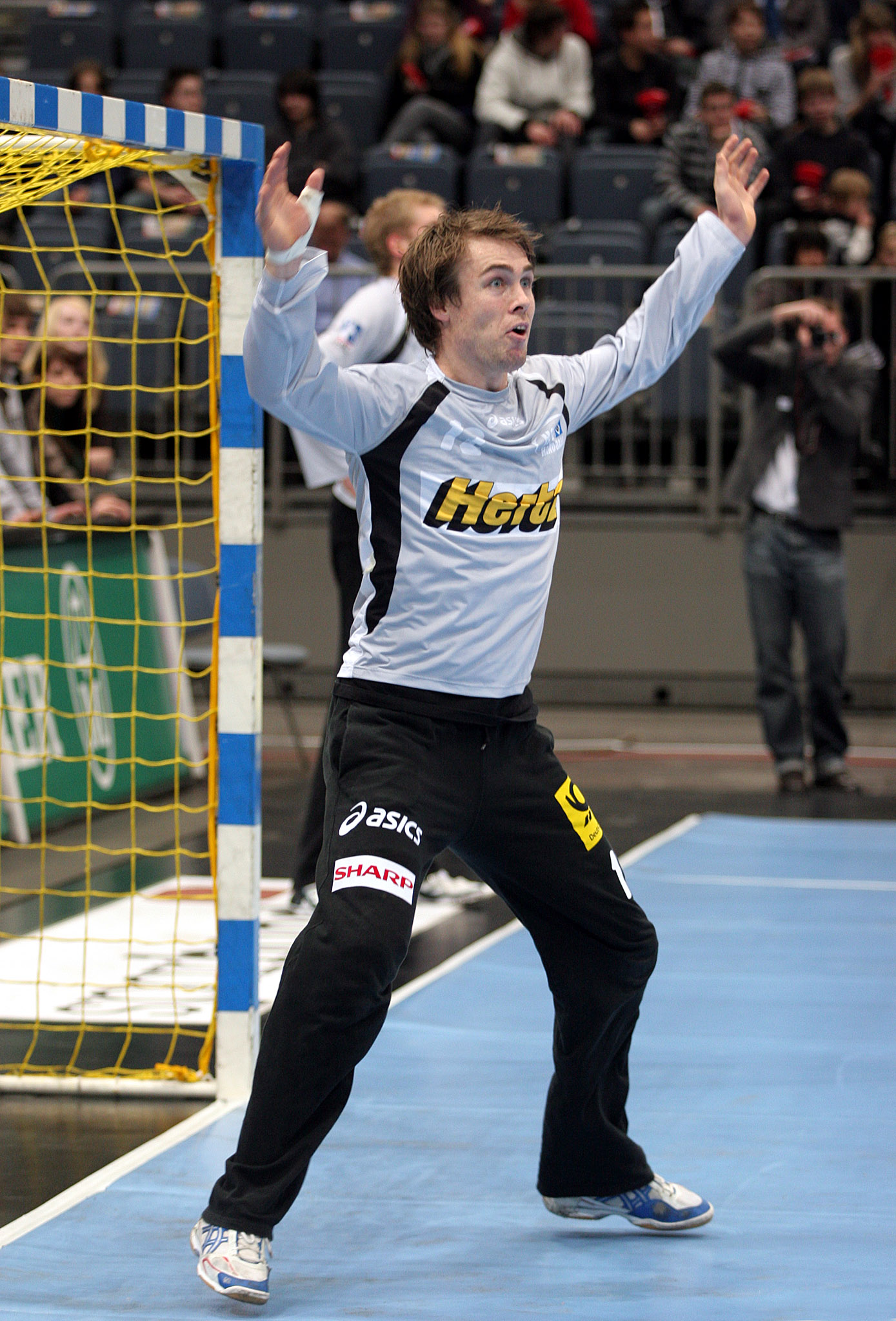
Per Sandström med HSV Hamburg, 2008.

Per Sandström, född 11 januari 1981 i Borås, är en svensk tidigare handbollsmålvakt.

## Klubbkarriär
Per Sandström inledde sin handbollskarriär i IK Sävehof, som han vann två SM-guld med, 2004 och 2005. Inför säsongen 2006/2007 bytte han till HSV Hamburg i tyska Bundesliga, som han sedermera vunnit Tyska supercupen, Cupvinnarcupen och Bundesliga 2011 med. Han spelade i klubben till 2011. Då bytte han klubb till MT Melsungen där han stannade i fyra år. Han återvände 2015 till Sverige och avslutade sin karriär i Sävehof med tre säsonger. I maj 2018 kungjorde han att han skulle avsluta sin karriär.

## Landslagskarriär
Per Sandström är meriterad med 13 juniorlandskamper, 35 U-landskamper och 57 A-landslagsmatcher 2001–2017. Han gjorde mästerskapsdebut vid EM 2008 i Norge och deltog också vid VM 2009 i Kroatien.